# 西本町 (池田市)
西本町（にしほんまち）は、大阪府池田市にある地名である。丁番をもたない単独町名である。郵便番号は 563-0059 である。当地域の人口は、2017年12月末時点で 389 人である（池田市市民生活部総合窓口課の資料による）。面積は、2018年3月末時点で 0.049 平方キロメートルである（池田市市長公室広聴文書課の資料による）。

## 地理
池田市の西端部に位置する。北は、新町と接しており、東は、栄本町と接している。南は、槻木町と接しており、西は、兵庫県川西市と接している。
当地域の西端を猪名川が南流しており、呉服橋が架橋されている。西本町交差点では、国道176号、国道173号が交差している。同交差点から東へは、本町通り線が伸びている。当地域は、池田市立池田小学校、および池田市立池田中学校の校区に含まれる。施設には、うどん店、吾妻などがある。

## 歴史
1697年（元禄10年）の『池田村絵図』には、現在の栄本町の辺りの地域に「西本町」の地名が見られ、現在、西本町のある地域は、「西ノ口町」という地名で呼ばれていた。西ノ口町には、紺屋、木綿屋、畳屋、樽屋、荒物屋など、様々な種類の商業施設が存在した。1771年（明和8年）、画家の葛野宜春斎が誕生する。1944年（昭和19年）4月、町域の変更が行われ、西ノ口町の大部分および本町、室町の各一部が、西本町となる。
1951年（昭和29年）、西本町、栄町および槻木町の商店によって、昭和通商店会が結成される。1970年（昭和45年）3月1日、西本町の一部が新町に編入され、新町通一丁目の一部を編入し、新たに西本町が制定される。1978年（昭和53年）10月31日、寿命寺の『池田名所図絵』が市指定文化財に指定される。1989年（平成元年）、芝居小屋「呉服座」の跡地に、黒御影石で造られた記念碑が建てられる。1995年（平成7年）に発生した阪神・淡路大震災により、寿命寺の本堂が全壊する。